# Strojkovce
Strojkovce (cyr. Стројковце) – wieś w Serbii, w okręgu jablanickim, w mieście Leskovac. W 2011 roku liczyła 1233 mieszkańców.